# انهيار فندق حياة ريجنسي في كانساس سيتي
في 17 يوليو 1981، انهار ممران في فندق حياة ريجنسي في كانساس سيتي، ميزوري، أحدهما فوق الآخر مباشرة على رؤوس مشاركين في رقصة نُظمّت في ردهة الفندق، ما أدى إلى مقتل 114 شخصًا منهم وإصابة 216 آخرين. ظل هذا الانهيارُ الإنشائي غير المتعمّد الأشد في التاريخ الأمريكي حتى انهيار برجي مركز التجارة العالمي بعد 20 عامًا من تاريخ حدوثه.

## خلفية
بدأ البناء في مايو 1978 في فندق حياة ريجنسي في مدينة كانساس سيتي المكوّن من 40 طابقًا. حدثت تأخيرات ونكسات عديدة، منها انهيار 2700 قدم مربع (250 متر مربع) من السقف. ولكن مع ذلك، افتتح الفندق رسميًّا في 1 تموز 1980.
كانت ردهة الفندق من ملامحه المميّزة، فقد تضمنت دهليزًا متعددّ الطوابق، ممتدًّا عبر ممرات مرتفعة، ومعلّقًا من السقف. تربط هذه الممرات الفولاذية والزجاجية والخرسانية كلًّا من الطابق الثاني والثالث والرابع بين جناحي الشمال والجنوب. كان طول الممرات حوالي 120 قدمًا (37 مترًا)، أما وزنها فكان حوالي 64000 رطل (29000 كيلوغرام). كان الممر الرابع فوق الممر الثاني مباشرةً.

## الانهيار
تجمع حوالي 1600 شخصًا في الدهليز من أجل رقصة شاي مساء يوم الجمعة 17 يوليو 1981، وتجمّع على الممر الثاني حوالي 40 شخصا في حوالي الساعة 7:05 مساءً، وعدد أكبر في الممر الثالث، وحوالي 16 إلى 20 شخصًا في الممر الرابع. أُسند ممر الطابق الرابع بشكل مباشر على ممر الطابق الثاني، مع وجود ممر الطابق الثالث بمسافة عموديّة تقدّر بعدّة ياردات عن بقية الممرات. سمع الضيوف أصوات الضوضاء قبل لحظات من سقوط الممر الرابع عدّة إنشات، ثم توقّفَ، ثم انهار تمامًا على الممر الثاني، وانهار كلا الممريّن على الطابق الأرضي.
استمرت عملية الإنقاذ 14 ساعةً، وكان الناجون قد طُمروا تحت الحديد والخرسانة والزجاج الذي لم تتمكن رافعات ومواد طاقم الإطفاء من تحريكها. استجاب المتطوعون للنداء وجلبوا معهم ما يلزم من أدوات ومطارق ومولدات من شركات مقاولات وموردين. كما جلبوا الرافعات ووضعوا المزالق في نوافذ الردهة للتخلّص من الحطام. وجه مدير طب للطوارئ في كانساس سيتي جوزيف واكيرل جهود عمليات الإنقاذ، ونُقل الموتى إلى صالة عرض في الطابق الأرضي كمشرحة مؤقتة، واستخدم ممر الفندق والحديقة الأمامية كمنطقة لتقييم حالة المرضى. أوعزَ إلى الذين يستطيعون السير بمغادرة الفندق لتبسيط جهود الإنقاذ وقُدّم المورفين للمصابين المجروحين بشدّة. اضطر المنقذون في بعض الأحيان إلى قطع أوصال الجثث للوصول إلى الناجين من بين الحطام، كما اضطر جراح إلى بتر ساق أحد الضحايا المسحوقة بمنشار.
غمرت المياه الردهة جراء خلل في نظام الرش في الفندق، الأمر الذي وضع الناجين المحاصرين تحت خطر الغرق. أمضى مارك ويليامز أكثر من تسع ساعات عالقًا بالأسفل مخلوع الساقين، وكاد أن يغرق قبل أن تغلق المياه. كانت الرؤية ضعيفة بسبب الغبار وبسبب قطع الكهرباء لمنع حدوث الحرائق. جرى إنقاذ ما مجموعه 29 شخصًا من الأنقاض.

## التحقيق
أوكلت صحيفة ذا كنساس سيتي ستار مهمّة التحقيق في الانهيار للمهندس المعماري واين ليشكا، واكتشف بدوره تغييرًا كبيرًا في التصميم الأصلي للممرات. فازت الصحيفة عام 1982 بجائزة بوليتزر عن تغطيتها للانهيار.

## ما بعد الحادثة
وجد مجلس المهندسين المعماريين والمهندسين المحترفين والمساحين في ولاية ميزوري أن المهندسين في شركة جاك دي. غيلوم وشركاؤه الذين وافقوا على الرسومات النهائية لتكون مسؤولة بشكل رئيس عن الإهمال الجسيم وسوء السلوك غير المهني في مهنة الهندسة. بُرئوا من جميع الجرائم التي اتهموا بها في البداية، ولكن الشركة فقدت رخصها الهندسية في ولايات ميزوري وكانساس وتكساس، فضلًا عن عضويتها في الجمعية الأمريكية للمهندسين المدنيين.
مُنح ما لا يقل عن 140 مليون دولار (ما يعادل 334 مليون دولار في عام 2018) تعويض للضحايا وأسرهم في دعاوى مدنية لاحقة؛ وكانت معظم هذه الأموال من شركة كراون سنتر، وهي شركة تابعة لشركة هالمارك كاردس التي كانت مالكة لعقار الفندق؛ كانت مجموعة حياة تدير الفندق بمقابل ولم تكن مالكةً للمبنى.